# Église protestante de Poliez-Pittet
L’église protestante de Poliez-Pittet est un lieu de culte de confession réformée à Poliez-Pittet, dans le canton de Vaud, en Suisse. La paroisse fait partie de l'Église évangélique réformée du canton de Vaud.

## Histoire
L'édifice, de plan rectangulaire que prolonge un "chœur" polygonal à trois pans, est flanqué d'un clocher élancé. Ce lieu de culte, d'une capacité de 150 places, présente une forme conforme à la tradition architecturale protestante des XVIIIe et XIXe siècles, mais date de 1924.
Curiosité locale, il appartient non pas à la commune de Poliez-Pittet, mais à la Confrérie protestante, chargée de son entretien.